# Musikjahr 1431
Liste der Musikjahre

◄◄ | ◄ | 1427 | 1428 | 1429 | 1430 | Musikjahr 1431

Weitere Ereignisse
Dieser Artikel behandelt das Musikjahr 1431.

## Ereignisse

### Heiliges Römisches Reich

#### Herzogtum Österreich
- Der deutsche Benediktiner, Theologe, Prediger und Musiktheoretiker Johannes Keck, der 1428 sein Studium an der Universität Wien als Magister artium abgeschlossen hat, lehrt hier von 1429 bis 1431 Artes liberales und Philosophie an der Artistenfakultät; gleichzeitig studiert er Theologie.[1][2]
- Der Kopist, Organist und Priester Johannes Lupi erhält 1431 von Herzog Friedrich IV. von Österreich (1407–1436) die Pfründe St. Jacob, eine zur Gemeindekirche von Bozen gehörende Kapelle.[3]

#### Hochstift Lüttich
- Der franko-flämische Komponist Johannes de Lymburgia ist 1431 wahrscheinlich als Succentor an der Kirche des Chorherrenstiftes Saint-Jean-l’Évangéliste in Lüttich tätig.[4]

#### Länder der Böhmischen Krone
- Der Dichter Muskatblüt nimmt zwischen 1420 und 1431 an den Hussitenkriegen teil.

### Italienische Staaten

#### Herzogtum Ferrara
- Der italienische Komponist und Musiktheoretiker Ugolino de Orvieto, der seit 1427 Bischofsvikar in Rom ist, wird am 12. Oktober 1429 zum Kanoniker der Kathedrale von Ferrara gewählt. Er lebt jedoch im November 1429 noch in Forli. Sein ständiger Wohnsitz in Ferrara ist erst ab März 1431 dokumentiert. Vom 25. August 1431 bis 1448 ist er als Erzpriester der Kathedrale von Ferrara tätig und scheint in dieser Funktion eine wichtige Rolle beim Ausbau der Chorschule gespielt zu haben.[5]

#### Kirchenstaat
- 03. März: Das Konklave in der Santa Maria sopra Minerva wählt Eugen IV. zum neuen römisch-katholischen Papst. Er wird dieses Amt bis zu seinem Tod 1447 ausüben. Eugen IV. entwickelt sich zu einem wichtigen Förderer von Architektur, Kunst und Wissenschaft und hat eine große „Bedeutung für die Musikgeschichte“.[6] Zeitgenössische Autoren bescheinigen, „daß polyphone Musik bei der mystischen Überhöhung des Kirchenoberhaupts im Rahmen der Liturgie eine maßgebliche Rolle“[6] spielt, wodurch sich „das große Engagement Eugens für die päpstliche Sängerkapelle“ erklärt, „die in seinem Pontifikat eine künstlerische Blüte“ erlebt. „Bedeutendstes Mitglied“ ist Guillaume Dufay, „von dessen Motetten sich mindestens vier besonderen Anlässen im Pontifikat Eugens zuordnen lassen.“[6]
- Der franko-flämische Komponist Johannes Brassart ist spätestens ab dem 24. April 1431, vermutlich jedoch schon kurze Zeit vorher unter Martin V. für wenige Monate Mitglied der päpstlichen Kapelle in Rom.[7][8]
- Der franko-flämische Komponist, Sänger und Musiktheoretiker Guillaume Dufay ist seit Dezember 1428 Mitglied der päpstlichen Kapelle in Rom. Diese Position bekleidet er mit einer zweijährigen Unterbrechung bis Mai 1437.[9][10] Unter Papst Martin V., also bis 1431, hat er nach allem Anschein noch keine hervorgehobene Rolle gespielt. Dies ändert sich mit Beginn des Pontifikats von Papst Eugen IV., für dessen Papstkrönung (11. März 1431) er die Motetten Ecclesiae militantis sowie Balsamus et munda komponiert.[6]
- Der Komponist Arnold de Lantins ist von November 1431 bis Juni 1432 – zusammen mit Guillaume Dufay und Guillaume Malbecque – Sänger in der päpstlichen Kapelle von Papst Eugen IV.[11][12]
- Der Komponist Guillaume Malbecque ist von November 1431 bis 1438 Mitglied der päpstlichen Kapelle von Papst Eugen IV.[13][14]

#### Republik Florenz
- Der italienische Organist und Komponist Antonio Squarcialupi wird im Januar 1431 Organist der Kirche Orsanmichele in Florenz.[15]

#### Republik Siena
- Der in den Jahren 1420 bis 1430 aktive Komponist Johannes Reson ist möglicherweise identisch mit dem im Frühjahr 1431 am Dom von Siena nachweisbaren Ser Giovanni Ragione, cantore, also dem Sänger Giovanni Ragione.[16][17][18]

#### Republik Venedig
- 17. Februar: Lorenzo Antegnati und sein Sohn Giovanni, ein Anwalt, werden Mitglied der Bürgerschaft von Brescia.[19] Sie begründen in Brescia eine Familie von Orgelbauern, die zwischen dem späten 15. und frühen 18. Jahrhundert tätig ist. Erster bekannter Orgelbauer der Familie ist Bartolomeo Antegnati, der Sohn von Giovanni Antegnati.
- Der Komponist Georgius a Brugis wirkt von 1427 bis 1431 in Treviso.[20] Hier ist er Sänger an der Kathedrale. Anschließend ist er von 1431 bis 1432 Mitglied der päpstlichen Kapelle in Rom.[21]
- Der franko-flämische Komponist und Sänger Johannes de Limburgia ist etwa um 1430 in Italien aktiv, vielleicht in Venedig, Vicenza oder Padua. Im Jahr 1431 wird er in dem Palast des Bischofs Pietro Emiliani von Vicenza als Zeuge genannt, als das Testament eines Familienmitglieds der Emiliani angefertigt wird; bei dieser Familie steht er vielleicht im Dienst.[22] Im Jahr 1431 wird in Vicenza auch eine Gesangsschule („cantum figuratum“) gegründet. Ihr erster Lehrer ist möglicherweise Johannes de Limburgia.[23]

### Herzogtum Burgund
- Nach den Angaben eines gewissen Guillaume Benoit ist Gilles Binchois am burgundischen Hof Philipps des Guten im Jahr 1427 schon ein Begriff. Weil aber die Gehaltslisten von 1419 bis 1436 fehlen, ist nicht genau bekannt, ab welchem Jahr er tatsächlich der burgundischen Hofkapelle beitritt, um ihr bis 1452 aktiv anzugehören. Der früheste Beleg für seinen dortigen Dienst stellt erst seine Motette Nove cantum melodie dar, komponiert zur Taufe von Anthoine von Burgund, dem Sohn Philipps des Guten und Isabellas von Portugal am 18. Januar 1431.[24]
- Der franko-flämische Komponist und Sänger Simon le Breton ist von Januar 1431 (als er in einer Motette von Gilles Binchois erwähnt wird) bis 1464 Sänger an der burgundischen Hofkapelle.[25]
- Der wahrscheinlich aus Rouen stammende Sänger Guillaume Ruby ist zwischen 1415 und 1451 als Sänger und Schreiber Mitglied der burgundischen Hofkapelle. Gilles Binchois erwähnt ihn 1431 zusammen mit anderen burgundischen Sängern in seiner Motette Nove cantum melodie.[26][27]

### Königreich England
- Der englische Komponist Thomas? Damett ist 1421 sowie 1430–1431 königlicher Angestellter, was die Konten des königlichen Haushalts belegen.[28][29]
- Der englische Komponist John Dunstable ist vermutlich seit 1427 canonicus und musicus in Diensten des Herzogs von Bedford, der nach dem Tod seines Bruders, König Heinrichs V., von 1422 bis 1435 Regent von Frankreich ist. Gleichzeitig dürfte er von 1427 bis 1436 auch im Dienste der Königin Johanna von Navarra gestanden haben.

### Königreich Neapel
- Der Benediktinermönch der Territorialabtei Montevergine Theodonus de Caprio ist Kompilator oder Autor des Traktates Regule contrapuncti, einer Aufstellung von Regeln zum Kontrapunkt. Dies geht aus einem Incipit vom 13. Juli 1431 hervor.[30][31]

## Kompositionen und Schriften
- Gilles Binchois
  - Kyrie ‘in simplici die’, möglicherweise komponiert zur Taufe von Anthoine von Burgund, dem Sohn Philipps des Guten und Isabellas von Portugal am 18. Januar 1431
  - Nove cantum melodie, Motette, komponiert zur Taufe von Anthoine von Burgund, dem Sohn Philipps des Guten und Isabellas von Portugal am 18. Januar 1431.[24]
- Guillaume Dufay
  - Balsamus et munda cera/Isti sunt agni novelli zu vier Stimmen, für die Krönung von Papst Eugen IV.
  - Ecclesie militantis/Sanctorum arbitrio/Bella canunt gentes/Gabriel/Ecce nomen Domini zu fünf Stimmen, für die Krönung von Papst Eugen IV.[6][32]
- Antoine de Févin
  - Ascendens Christus in altum zu sechs Stimmen
  - Letabundus zu sechs? Stimmen[33]

## Geboren

### Geburtsdatum gesichert

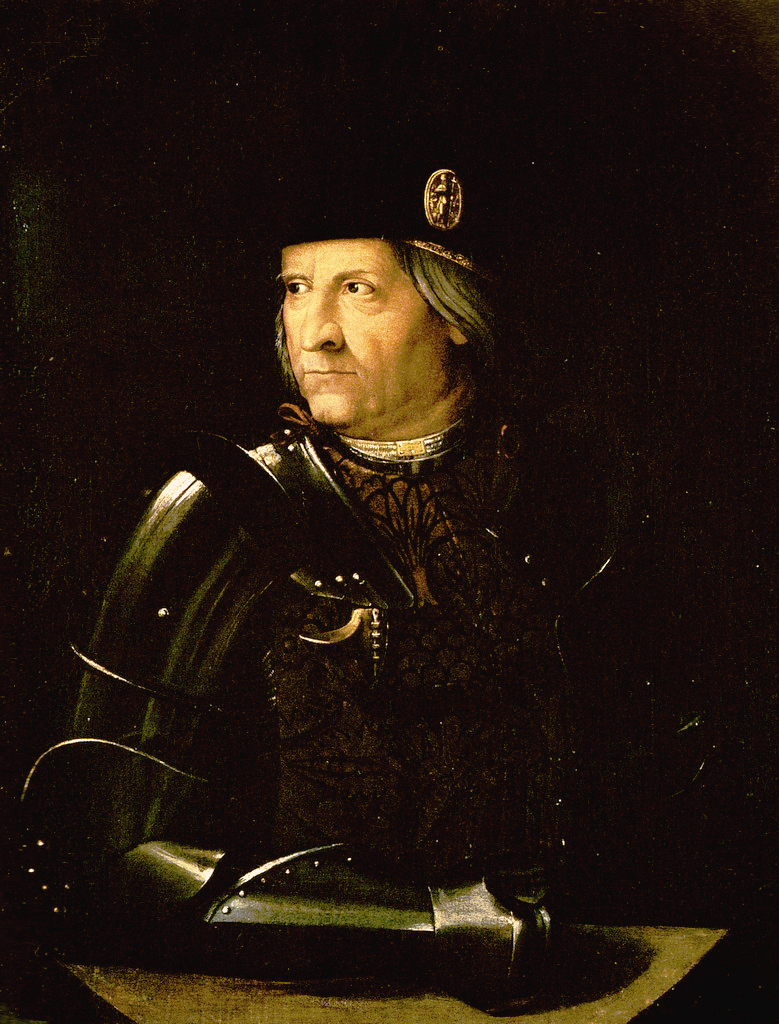
Ercole I. d’Este; * 26. Oktober

- 26. Oktober: Ercole I. d’Este, Herzog von Ferrara, Modena und Reggio und Kunstmäzen († 1505)

### Genaues Geburtsdatum unbekannt

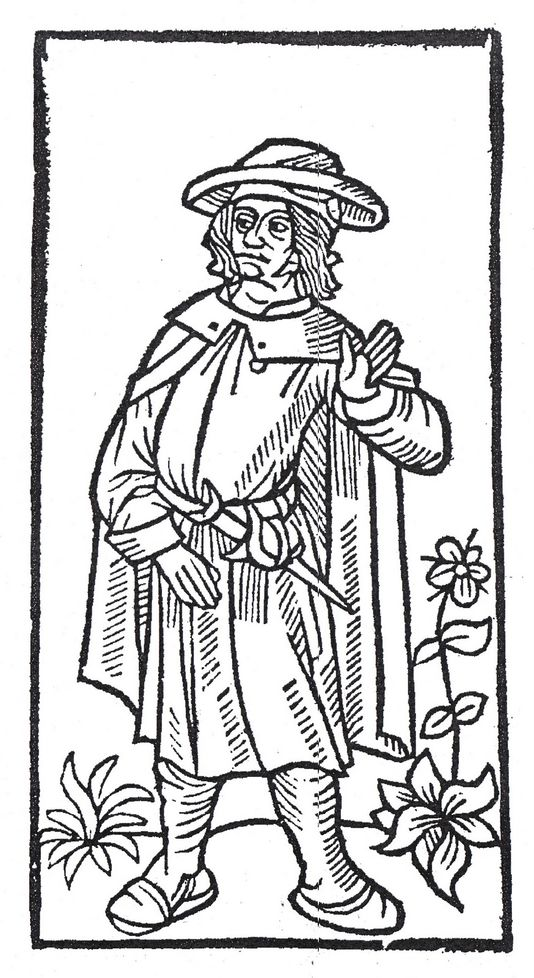
Francois Villon

- François Villon, französischer Dichter, Scholar, Vagant und Krimineller († nach 1463)

## Gestorben

### Genaues Todesdatum unbekannt
- Richard Kendale, englischer Autor und Musiktheoretiker (* unbekannt)[34]

### Gestorben nach 1431
- Johannes de Limburgia, franko-flämischer Komponist mehrstimmiger Musik und Sänger (* vor 1400)[22]